# 润泽寺
润泽寺，又称地藏寺，位于北京市延庆区永宁镇孔化营村，是一座汉传佛教寺院。

## 历史
润泽寺位于北京市延庆区城东，延庆区内的莲花山以西。延庆区的佛教历史悠久，北山八大寺很有名，最早可溯至南北朝。润泽寺始建于明朝万历年间。（一说始建于明朝永乐年间。）康熙三十八年（1699年）九月重建。随后多次兴废。2007年至2008年，延庆县文化委员会修缮了润泽寺。2009年，中共延庆县委、延庆县人民政府有关部门请中国佛教协会名誉会长释一诚的秘书、北京法源寺衣钵释悟凡主持该寺。在延庆县有关部门支持下，经佛教信徒推动，2011年3月在润泽寺成立延庆县佛教协会，释悟凡当选会长。
2014年6月14日，润泽寺举办佛像开光法会暨宗教活动场所颁证仪式，近百人出席。首先，经湖南望城洗心禅寺首座释妙华主法，河北沧州盘古寺方丈释果慈、北京潭柘寺方丈释常道、北京昌平延寿寺方丈释常坚、江苏扬州文峰寺方丈释能度、北京密云龙泉寺住持释慧心、北京房山天开寺住持释延佛、北京昌平和平寺住持释德禅、北京海淀龙泉寺住持释禅兴、北京双泉寺住持释衍韡、北京大悲寺住持释明觉、山东枣庄市甘泉寺住持释惟正、山东德州永庆寺住持释常妙，北京延庆县佛教协会会长、润泽寺住持释悟凡等十余位高僧为润泽寺的大雄宝殿、地藏殿圣像开光。开光法会完成后，举行润泽寺宗教活动场所颁证庆典，由延庆县民宗办副主任刘利峰主持，延庆县民政局局长胡玉民向润泽寺住持悟凡法师颁发了宗教活动场所证书。润泽寺成为延庆县首个正式成为宗教活动场所的佛寺。北京市宗教事务局副局长李胜勇等人也出席仪式。仪式末尾，悟凡法师致辞，代表两序大众对参加开光法会的法师及领导、信众表示欢迎和感谢。

## 建筑
润泽寺过去是中国北方唯一主要供奉千尊地藏菩萨的寺院。中路前后共三个院落。2008年，作为文物修复了山门、天王殿、地藏殿（主殿）及东西厢房，共计两进院落。最后一进院落未修复，作为厨房使用。后来经延庆县人民政府各部门支持，2010年代初，翻建了最后一进院落及西院。翻建后的后院及西院风格和主殿相同。后院中间供奉地藏菩萨立像，四壁供奉一千尊地藏菩萨，西院主要是禅堂、接待室，厢房主要是僧众居住区。